# 宽叶杜鹃
宽叶杜鹃（学名：Rhododendron sphaeroblastum），为杜鹃花科杜鹃花属下的一个植物变种。